# Hansa-Brandenburg W.29
Hansa-Brandenburg W.29 var ett tyskt flygplan som användes till spaning och jakt.
Hansa-Brandenburg, som drevs av industrimannen Camillo Castiglioni, anställde 1914 konstruktören Ernst Heinkel. För Hansa-Brandenburg konstruerade han det enkelvingade W.29, som i sin tur var en vidareutveckling av W.12. 
De första sex W.29 som lämnade fabriken kunde klassas som jaktflygplan. De var bestyckade med två fasta framåtriktade Spandau kulsprutor och en rörlig Parabellum i den bakre sittbrunnen. Med den 195 hk starka vätskekylda radmotorn Benz Bz IIIb var flygplanet mycket lättmanövrerat. Efter att de sex flygplanen levererats beställdes 1918 ytterligare fyra flygplan i samma utförande. Mellan de sex första flygplanen och de sista fyra kom två order på 70 flygplan där de första 20 försågs med Benz Bz III standardmotor och en radioutrustning istället för en framåtriktad kulspruta. 30 flygplan var försedda med Benz Bz III standardmotor och två framåtriktade kulsprutor men ingen radio. Flygplanet sattes in i aktiv tjänst under april 1918 och tjänstgjorde i blandade förband med W.12 och W.19. Flygplanet ingav med sin kraftiga beväpning respekt bland fiendesidans ubåts- och luftskeppsbesättningar. Några W.29 utrustades med bombställ och kunde anfalla ytfartyg och fasta mål på marken, som hamnanläggningar. Flygplanet kom senare att vidareutvecklas av Heinkel till det större W.33. 
Efter freden köptes några flygplan av de finska och danska flygvapnen. I Sverige kom en hel flygplanstyp att uppkallas efter Hansa-Brandenburg, trots att inga av fabrikens flygplan tjänstgjorde i det svenska försvaret. 